# Gothelo II della Bassa Lorena
Gothelo II della Bassa Lorena o Gozzelone o Gozelo, detto anche il Vigliacco, lo Scansafatiche, l'Indolente o il Pigro (1008 circa – prima del 22 maggio 1046) fu Duca della Duca della Bassa Lorena (Lotaringia) dal 1044 fino alla sua morte.

## Origine
Come ci viene confermato dal Bernoldi Chronicon Gozzelone era figlio maschio secondogenito del margravio di Anversa, conte di Verdun, Duca della Bassa Lorena (Lotaringia) e Duca dell'Alta Lorena (Lotaringia) Gothelo o Gozzelone I (Gozziloni filius Gozzilo dux Lotharingorum) e della di lui moglie, di cui non si conoscono né il nome né gli ascendenti.
Secondo le Gesta Episcoporum Virdunensium, continuatio e anche secondo la Chronica Albrici Monachi Trium Fontium, Gothelo o Gozzelone I era il figlio quintogenito del Conte di Bidgau e Methingau, Conte di Verdun e conte di Hainaut, Goffredo I e di Matilde di Sassonia, che, secondo l'Annalista Saxo era la figlia femmina primogenita di Ermanno Billung, duca di Sassonia, e di Hildegard di Westerburg.

## Biografia
Di Gothelo o Gozzelone si hanno poche notizie; il Bernoldi Chronicon ci conferma che, alla morte del padre Gothelo o Gozzelone I, nel 1044, Gozzelone, che viene definito codardo (quamvis ignavo) gli succedette nel Ducato della Bassa Lorena (Lotaringia), come Gothelo o Gozzelone II; anche lo storico, Georges Poull, nel suo libro La Maison souveraine et ducale de Bar (1994) (non consultato), definisce Gozzelone II un codardo.
Il Ducato dell'Alta Lorena (Lotaringia) invece era stato appannaggio del figlio primogenito, Goffredo III, che già la governava e che si aspettava di ricevere anche il ducato di Bassa Lorena; il re di Germania e futuro Imperatore del Sacro Romano Impero, Enrico III, però riteneva che i due ducati dovessero essere governati separatamente ed approfittò dell'occasione per dividerli nuovamente; rifiutò quindi di concedere il ducato della Bassa Lorena a Goffredo, concedendolo invece al maschio secondogenito, Gothelo o Gozzelone, detto il Codardo, per volontà espressa dal padre stesso, Gozzelone I che riteneva che anche il secondogenito ereditasse una parte del ducato.
Goffredo si ribellò, ma Enrico III mantenne la propria decisione e, dato che il rapporto tra i due fratelli si era deteriorato, in quello stesso anno, cercò inutilmente di farli riconciliare.
Nel 1046, dopo che Goffredo era stato imprigionato, Enrico III, nel mese di maggio, nominò duca della Bassa Lorena Federico di Lussemburgo, il fratello del conte di Lussemburgo e duca di Baviera, Enrico II, come ci viene confermato dagli Annales Altahenses.
La data esatta della morte di Gothelo II non è conosciuta, comunque prima della nomina di Federico a duca della Bassa Lorena.
L'omonimia tra padre e figlio ha dato origine a numerose imprecisioni storiche (incluso il fatto che alcune nemmeno lo menzionano).

## Discendenza
Di Gozzelone II non si conoscono né il nome né gli ascendenti di una eventuale moglie, né alcuna discendenza.

## Ascendenza
|                               |   |                         | Genitori             |  |  | Nonni |  |  | Bisnonni |  |  | Trisnonni          |  |
|                               |   |                         |                      |  |  |       |  |  | Gozlin   |  |  | Vigerico di Bidgau |  |
|                               |   |                         |                      |  |  |       |  |  | Gozlin   |  |  | Vigerico di Bidgau |  |
|                               |   | Cunigonda               |                      |  |  |       |  |  | Gozlin   |  |  |                    |  |
| Goffredo I di Verdun          |   |                         |                      |  |  |       |  |  | Gozlin   |  |  |                    |  |
|                               |   | Oda di Metz             | Gerardo I di Metz    |  |  |       |  |  |          |  |  |                    |  |
|                               |   | Oda di Metz             | Gerardo I di Metz    |  |  |       |  |  |          |  |  |                    |  |
|                               |   | Oda di Metz             | Oda di Sassonia      |  |  |       |  |  |          |  |  |                    |  |
| Gothelo I di Lorena           |   | Oda di Metz             |                      |  |  |       |  |  |          |  |  |                    |  |
|                               |   | Ermanno di Sassonia     | Billung              |  |  |       |  |  |          |  |  |                    |  |
|                               |   | Ermanno di Sassonia     | Billung              |  |  |       |  |  |          |  |  |                    |  |
|                               |   | Ermanno di Sassonia     | Ermengarda di Nantes |  |  |       |  |  |          |  |  |                    |  |
| Matilde di Sassonia           |   | Ermanno di Sassonia     |                      |  |  |       |  |  |          |  |  |                    |  |
|                               |   | Ildegarda di Westerburg | …                    |  |  |       |  |  |          |  |  |                    |  |
|                               |   | Ildegarda di Westerburg | …                    |  |  |       |  |  |          |  |  |                    |  |
|                               |   | Ildegarda di Westerburg | …                    |  |  |       |  |  |          |  |  |                    |  |
| Gothelo II della Bassa Lorena |   | Ildegarda di Westerburg |                      |  |  |       |  |  |          |  |  |                    |  |
|                               | … | …                       |                      |  |  |       |  |  |          |  |  |                    |  |
|                               | … | …                       |                      |  |  |       |  |  |          |  |  |                    |  |
|                               | … | …                       |                      |  |  |       |  |  |          |  |  |                    |  |
| …                             | … |                         |                      |  |  |       |  |  |          |  |  |                    |  |
|                               |   | …                       | …                    |  |  |       |  |  |          |  |  |                    |  |
|                               |   | …                       | …                    |  |  |       |  |  |          |  |  |                    |  |
|                               |   | …                       | …                    |  |  |       |  |  |          |  |  |                    |  |
| …                             |   | …                       |                      |  |  |       |  |  |          |  |  |                    |  |
|                               |   | …                       | …                    |  |  |       |  |  |          |  |  |                    |  |
|                               |   | …                       | …                    |  |  |       |  |  |          |  |  |                    |  |
|                               |   | …                       | …                    |  |  |       |  |  |          |  |  |                    |  |
| …                             |   | …                       |                      |  |  |       |  |  |          |  |  |                    |  |
|                               |   | …                       | …                    |  |  |       |  |  |          |  |  |                    |  |
|                               |   | …                       | …                    |  |  |       |  |  |          |  |  |                    |  |
|                               |   | …                       | …                    |  |  |       |  |  |          |  |  |                    |  |
|                               |   | …                       |                      |  |  |       |  |  |          |  |  |                    |  |

### Letteratura storiografica
- Caroline M. Ryley, L'imperatore Enrico III, in «Storia del mondo medievale», vol. IV, 1999, pp. 193–236